# Resolució 1 del Consell de Seguretat de les Nacions Unides
La Resolució 1 del Consell de Seguretat de les Nacions Unides (S/RES/1), aprovada sense votació el 25 de gener del 1946, convidava els membres permanents a realitzar els preparatius oportuns per a celebrar la primera reunió del Comitè d'Estat Major, que havia de tenir lloc l'1 de febrer d'aquell mateix any a Londres.
El Comitè havia d'estar compost pels Caps d'Estat Major dels exèrcits dels cinc membres permanents del Consell de Seguretat. La resolució sol·licità com a primera tasca del Comitè l'elaboració de propostes relatives a la seva organització interna, el seu personal i el seu funcionament per a presentar-la posteriorment davant del Consell de Seguretat. La creació del Comitè d'Estat Major es feu a l'empara de l'article 47 de la Carta de les Nacions Unides:
| « | S'establirà un Comitè d'Estat Major per assessorar i assistir el Consell de Seguretat en totes les qüestions relatives a les necessitats militars del Consell de Seguretat per al manteniment de la pau i de la seguretat internacionals, a l'ús i el comandament de les forces posades a la seva disposició, a la regulació dels armaments i al possible desarmament. | » |